# Karsten Schäfer
Karsten Schäfer (* 23. Oktober 1976) ist ein ehemaliger deutscher Handballspieler und jetziger -trainer sowie Sportwissenschaftler. Seine Körpergröße beträgt 1,83 m.
Schäfer begann mit sechs Jahren das Handballspielen in Erfurt. Mit 19 Jahren wechselte er zum HSV Suhl in die 2. Bundesliga. Nach einem halben Jahr bei Suhl wechselte er zum SSV Erfurt Nord. Später spielte er für die SG Werratal 92 und stieg mit dieser 2004 in die 2. Bundesliga auf. In der Saison 2004/05 belegte der Verein zwar den 14. Platz in der 2. Bundesliga, musste aber wegen Lizenzentzugs absteigen und löste sich im Herbst 2005 auf. Schäfer wechselte 2005 zum Regionalligisten VfL Waiblingen. Nach drei Jahren in Waiblingen wechselte er zum VfL Pfullingen. 2011 beendete er dort seine aktive Karriere als Spieler. Schäfer bekleidete die Position eines Kreisläufers.
Schäfer, der ab 1996 die B-Lizenz als Handballtrainer besitzt, stand ab 2012 als Assistenztrainer beim TV Bittenfeld unter Vertrag. Ab 2014 absolviert Schäfer die Ausbildung für die A-Lizenz als Handballtrainer. In der Saison 2014/15 stieg Schäfer mit dem TVB in die Handball-Bundesliga auf, wo der Verein nun unter dem Namen TVB 1898 Stuttgart antritt. Nach der Saison 2020/21 beendete er seine Tätigkeit beim TVB.
Seit 2005 ist Schäfer als Konditionstrainer im Eiskunstlauf tätig. 2006 begann er an der Universität Stuttgart ein Studium für Diplom-Sportwissenschaft, das er 2012 abgeschlossen hat. Seit 2009 übt er eine Lehrtätigkeit als Schneesportausbilder am Institut für Sport- und Bewegungswissenschaft der Universität Stuttgart aus. Seit 2011 arbeitet er als wissenschaftlicher Mitarbeiter in der Abteilung für Biomechanik und Sportbiologie am Institut für Sport- und Bewegungswissenschaft der Universität Stuttgart. Seit 2012 besitzt er einen Lehrauftrag als Schneesportausbilder am Institut für Sportwissenschaft der Technischen Universität Darmstadt. Schäfer ist ausgebildeter Skilehrer des Deutschen Skilehrerverbands. Ab Herbst 2018 war Schäfer ausschließlich für den TVB und nicht mehr für die Universität Stuttgart tätig.
Schäfer hat an der Bauhaus-Universität Weimar ein Studium des Bauingenieurwesens absolviert, das er 2007 abgeschlossen hat. Er wohnt in Holzgerlingen.

## Schriften
- Beitrag der Sprungelemente zur Wettkampfgesamtleistung im Eiskunstlauf unter Berücksichtigung der Regeländerungen vor der Saison 2010–2011. Universität Stuttgart, 2010.
- Biomechanische Analyse von Absprüngen im Eiskunstlauf. Diplomarbeit. Universität Stuttgart, 2012.